# Титанов диоксид
Титановият диоксид (титанов двуокис, титаново белило, хранителен оцветител E171) TiO2 е амфотерен оксид на четиривалентния титан. Това е основният продукт на титановата индустрия (за производство на чист титан се изразходва само около 5 % титановата руда).
Има широк спектър от приложения, от оцветяване на слънцезащитни продукти до оцветяване на храни, за което му е даден Е номер E171. От 2020 г. на основание нови изследвания във Франция е забранено използването на титановия диоксид в хранително-вкусовата промишленост, като моцарела, сладки и др., козметиката, медикаментите, а Европейската комисия обмисля класифицирането на титановия диоксид като опасно вещество и предлага етикетирането му като потенциално канцерогенен. На основание допълнителни оценки за влиянието на наночастиците върху здравето на хората с регламент на ЕС е премахната възможността да бъде използван титановия диоксид (Е171) като добавка в храните след 7 август 2022 г. с гратисен период от шест месеца и използване на произведените хранителни продукти до края на срока им за използване. В производството на лекарствени средства е разрешено използването му поради опасност от спиране на производството на някои лекарства и създаване на изкуствен дефицит, като през 2024 г. трябва да се направи нова оценка за възможността му за замяна при производството на лекарства с друг препарат.

## Строеж
Титановият оксид съществува в няколко кристални модификации. В природата се срещат кристалите с тетрагонална сингония (анатаз, рутил) и ромбическа сингония (брукит). По изкуствен път са получени още две модификации при високо налягане – ромбическа IV и хексагонална V.

## Свойства
Чистият титанов диоксид е под формата на безцветни кристали (пожълтява при нагряване). За технически цели се раздробява до бял прах. Не се разтваря във вода и разредени неорганични киселини (с изключение на флуороводородна киселина). Има амфотерни свойства, т.е. проявява се и като основа, и като киселина.
- Температура на топене за рутил – 1825 °C (по други данни – 1850 °C, 1855 °C); анатаз и брукит при нагряване преминават в рутил.
- Температура на кипене за рутил – 2500 °C.
- Плътност при 20 °C:

за рутил 4,27 г/см3
за анатаз 3,90 г/см3
за брукит 4,13 г/см3
- Температура на разлагане за рутил 2900 °C